# Sant'Angelo a Lecore
Sant'Angelo a Lecore è una frazione dei comuni italiani di Campi Bisenzio e di Signa, nella città metropolitana di Firenze, in Toscana.
È posta lungo la "via Pistoiese" (ex strada statale 66 Pistoiese), lungo la quale passa il confine tra i due comuni, ed è lambito dal torrente Ombrone Pistoiese.

## Storia
Il borgo di Sant'Angelo a Lecore risale all'Alto Medioevo ed è ricordato nel 1004 in un atto di donazione a favore del vescovo di Firenze.
La frazione ebbe due momenti di notorietà nel dopoguerra: nel 1951, quando per un momento sembrò che potesse diventare una città del cinema sul modello di Hollywood e Cinecittà (il progetto fu abbandonato per mancanza di fondi); e nell'aprile 1955, quando una Madonna Addolorata ospitata nella chiesa parrocchiale "si mise a piangere", con tanto di "miracolo" (una donna paralitica si mise a camminare). Il prodigio fu comunque smentito dall'Arcidiocesi di Firenze dopo pochi mesi.
Il 4 novembre 1966 (data dell'alluvione di Firenze) l'Ombrone Pistoiese ruppe gli argini nei pressi di Lecore e le sue acque sommersero la frazione (4,20 metri).
Negli anni settanta del XX secolo Sant'Angelo a Lecore fu candidata ad ospitare il nuovo aeroporto fiorentino, progetto poi abbandonato sia per le opposizioni dei comuni di Campi Bisenzio e Prato che per la decisione di potenziare l'aeroporto di Firenze-Peretola.

## Monumenti e luoghi d'interesse
- Chiesa di Sant'Angelo a Lecore
- Cappella di San Macario